# Mrówka uralska
Mrówka uralska (Formica uralensis) – borealno-górski gatunek mrówki z podrodziny Formicinae. Zamieszkuje głównie środowiska trawiaste Azji i Europy. W Europie występuje na torfowiskach i na górskich łąkach.
Gniazdo zakładane jest przez podział kolonii lub tymczasowe pasożytnictwo społeczne na Formica candida lub pierwomrówce łagodnej (Formica fusca). Buduje gniazda w kępach torfowców podobnie jak ozdobnica Forsslunda (Formica forsslundi). 
Odwłok i głowa ciemnobrązowe, w środkowej części jaśniejsza. Robotnice mają wielkość kilku milimetrów.
Loty godowe od połowy czerwca do początku sierpnia.